# سيسا سيلينتو
سيسا سيلينتو (بالإيطالية: Sessa Cilento)‏ هي بلدية في مقاطعة سلرنو في منطقة كمبانية بجنوب غرب إيطاليا.